# سازمان اروپایی بهره‌برداری از ماهواره‌های هواشناسی
سازمان اروپایی بهره‌برداری از ماهواره‌های هواشناسی یک سازمان دولتی بین‌المللی است که بر پایه یک پیمان بین‌المللی مورد توافق بین همه ۳۰ کشور اروپایی پدید آمده‌است. این کشورها بودجه برنامه‌های سازمان اروپایی بهره‌برداری از ماهواره‌های هواشناسی را تأمین می‌کنند و کاربران اصلی این سامانه هستند. پیمان پایه‌گذاری سازمان اروپایی بهره‌برداری از ماهواره‌های هواشناسی در سال ۱۹۸۳ (میلادی) به امضا گذاشته شد و در ۱۹ ژوئن ۱۹۸۶ (میلادی) اجرایی شد.
آرمان اصلی سازمان اروپایی بهره‌برداری از ماهواره‌های هواشناسی، پایه‌گذاری، نگهداری، و بهره‌برداری از سامانه‌های اروپایی ماهواره‌ای هواشناسی عملیاتی است. سازمان اروپایی بهره‌برداری از ماهواره‌های هواشناسی، مسئول پرتاب و کارکرد از ماهواره‌ها و انتقال داده از ماهواره به کاربر نهایی و همچنین همراهی در بازرسی عملیاتی آب‌وهوا و شناخت تغییر اقلیم در جهان است.
کنش‌های سازمان اروپایی بهره‌برداری از ماهواره‌های هواشناسی به یک سامانه بررسی ماهواره‌ای هواشناسی جهانی با همکاری دیگر کشورهای دارنده فناوری فضایی می‌انجامند.
بررسی ماهواره‌ای، ورودی مهمی برای سامانه‌های عددی پیش‌بینی وضع هوا است. همچنین به انسان در پیش‌بینی شناسایی خطرهای بالقوه آب‌وهوایی کمک می‌کند. مهم‌تر از آن، توانایی ماهواره‌های هواشناسی در گردآوری بلندمدت اندازه‌گیری‌ها از فضا برای پژوهش‌های تغییر اقلیم است.
سازمان اروپایی بهره‌برداری از ماهواره‌های هواشناسی بخشی از اتحادیه اروپا نیست. اما در سال ۲۰۱۲ (میلادی) در منشور بین‌المللی فجایع عمده و فضایی دارای حق امضا شد تا از این راه دارایی‌های فضایی آن امکان استفاده در امور خیریه را پیدا کنند.

## کشورهای عضو و همکار
همکاری کشورهای عضو، بستگی به درآمد ناخالص ملی آنها دارد. اگرچه کشورهای همکار، تنها نیمی از حق عضویت کشورهای عضو را می‌پردازند.

### فهرست کشورهای عضو
| کشور                       | وضعیت | تاریخ امضای پیمان | درصد مشارکت مالی (۲۰۱۳) | سازمان نماینده خدمات هواشناسی ملی کشور                                                                 | وبگاه رسمی                                                              |
| -------------------------- | ----- | ----------------- | ----------------------- | --- | ----------------------------------------------------------------------- |
| آلمان                      | عضو   | ۱۹۸۶/۰۳           | ۱۹/۲۰٪                  | Deutscher Wetterdienst (DWD)                                                                           | www.dwd.de                                                              |
| بریتانیا                   | عضو   | ۱۹۸۵/۰۵           | ۱۵/۶۲٪                  | Met Office                                                                                             | www.metoffice.gov.uk                                                    |
| فرانسه                     | عضو   | ۱۹۸۵/۰۲           | ۱۴/۷۰٪                  | Météo-France                                                                                           | www.meteo.fr                                                            |
| ایتالیا                    | عضو   | ۱۹۸۶/۰۶           | ۱۲/۰۴٪                  | Ufficio Generale Spazio Aereo e Meteorologia (USAM) - Reparto Meteorologia                             | www.meteoam.it/                                                         |
| اسپانیا                    | عضو   | ۱۹۸۵/۰۲           | ۷/۵۶٪                   | Agencia Estatal de Meteorología (AEMET), Ministerio de Agricultura, Alimentación y Medio Ambiente      | www.aemet.es                                                            |
| هلند                       | عضو   | ۱۹۸۴/۰۳           | ۴/۳۸٪                   | Koninklijk Nederlands Meteorologisch Instituut (KNMI)                                                  | www.knmi.nl                                                             |
| سوئیس                      | عضو   | ۱۹۸۵/۰۷           | ۲/۷۵٪                   | MeteoSchweiz / MétéoSuisse / MeteoSvizzera                                                             | www.meteoschweiz.ch                                                     |
| بلژیک                      | عضو   | ۱۹۸۵/۱۰           | ۲/۵۷٪                   | Institut Royal Météorologique de Belgique (IRM) / Koninklijk Meteorologisch Instituut van België (KMI) | www.kmi.be                                                              |
| سوئد                       | عضو   | ۱۹۸۴/۰۱           | ۲/۵۳٪                   | Sveriges meteorologiska och hydrologiska institut (SMHI)                                               | www.smhi.se                                                             |
| ترکیه                      | عضو   | ۱۹۸۴/۰۸           | ۲/۲۷٪                   | Remote Sensing Division, Devlet Meteoroloji İşleri Genel Müdürlüğü (DMİGM)                             | www.meteor.gov.tr                                                       |
| اتریش                      | عضو   | ۱۹۹۳/۱۲           | ۲/۰۵٪                   | Zentralanstalt für Meteorologie und Geodynamik (ZAMG)                                                  | www.zamg.ac.at                                                          |
| نروژ                       | عضو   | ۱۹۸۵/۰۴           | ۲/۰۳٪                   | Meteorologisk institutt (met.no)                                                                       | www.met.no                                                              |
| لهستان                     | عضو   | ۲۰۰۹/۰۶           | ۱/۹۵٪                   | Instytut Meteorologii i Gospodarki Wodnej (IMGW)                                                       | www.imgw.pl                                                             |
| دانمارک                    | عضو   | ۱۹۸۴/۰۱           | ۱/۷۸٪                   | Danmarks Meteorologiske Institut (DMI)                                                                 | www.dmi.dk                                                              |
| یونان                      | عضو   | ۱۹۸۸/۰۶           | ۱/۶۵٪                   | Εθνική Μετεωρολογική Υπηρεσία (HNMS)                                                                   | www.hnms.gr                                                             |
| فنلاند                     | عضو   | ۱۹۸۴/۱۲           | ۱/۳۵٪                   | Ilmatieteen laitos / Meteorologiska institutet (FMI)                                                   | www.fmi.fi                                                              |
| پرتغال                     | عضو   | ۱۹۸۹/۰۵           | ۱/۲۳٪                   | Instituto de Meteorologia (IM)                                                                         | www.meteo.pt                                                            |
| جمهوری ایرلند              | عضو   | ۱۹۸۵/۰۶           | ۱/۱۷٪                   | Met Éireann                                                                                            | www.met.ie                                                              |
| جمهوری چک                  | عضو   | ۲۰۱۰/۰۵/۱۲        | ۰/۸۰٪                   | Český hydrometeorologický ústav (CHMI), Družicové Oddělení                                             | www.chmi.cz                                                             |
| مجارستان                   | عضو   | ۲۰۰۸/۱۰           | ۰/۶۹٪                   | Országos Meteorológiai Szolgálat (OMSZ)                                                                | www.met.hu                                                              |
| رومانی                     | عضو   | ۲۰۱۰/۱۱           | ۰/۵۷٪                   | National Meteorological Administration of Romania                                                      | meteoromania.ro                                                         |
| اسلواکی                    | عضو   | ۲۰۰۶/۰۱           | ۰/۳۲٪                   | Slovenský hydrometeorologický ústav (SHMU)                                                             | www.shmu.sk                                                             |
| کرواسی                     | عضو   | ۲۰۰۶/۱۲           | ۰/۲۵٪                   | Državni hidrometeorološki zavod (DHMZ)                                                                 | www.meteo.hr                                                            |
| اسلوونی                    | عضو   | ۲۰۰۸/۰۲           | ۰/۲۳٪                   | Agencija Republike Slovenije za Okolje (ARSO)                                                          | www.arso.gov.si                                                         |
| لوکزامبورگ                 | عضو   | ۲۰۰۲/۰۷           | ۰/۲۱٪                   | Administration de la navigation aérienne                                                               | www.aeroport.public.lu بایگانی‌شده در ۱۰ ژوئیه ۲۰۱۰ توسط Wayback Machine |
| لتونی                      | عضو   | ۲۰۰۹/۰۵           | ۰/۱۰٪                   | Latvijas Vides, ģeoloģijas un meteoroloģijas aģentūra (LVGMA)                                          | www.meteo.lv                                                            |
| لیتوانی                    | عضو   | ۲۰۱۴/۰۱           | ۰/۱۶٪                   | Lietuvos hidrometeorologijos tarnyba (LHS), prie Aplinkos ministerijos                                 | www.meteo.lt                                                            |
| ایسلند                     | عضو   | ۲۰۱۴/۰۱           | ۰/۱۰٪                   | Veðurstofa Íslands                                                                                     | www.vedur.is                                                            |
| استونی                     | عضو   | ۲۰۱۳/۰۶           | ۰/۰۹٪                   | Estonian Weather Service                                                                               | www.ilmateenistus.ee                                                    |
| بلغارستان                  | عضو   | ۲۰۱۴/۰۴           | ۰/۱۸٪                   | Национален институт по метеорология и хидрология (INMH)                                                | www.meteo.bg                                                            |
| Last update published 2014 |       |                   |                         | |                                                                         |

## برنامه‌های ماهواره‌ای

### ماهواره‌های زمین‌ثابت
دو نسل از ماهواره‌های زمین‌ثابت فعال متئوست، (برنامه جابجایی متئوست، و نسل دوم متئوست)، نگاره‌هایی از سراسر کره زمین و داده پیش‌بینی وضع هوا فراهم می‌کنند.

### ماهواره‌های قطبی

#### سامانه قطبی
درحالیکه ماهواره‌های زمین‌ثابت، امکان دید پیوسته به زمین را از جایگاه ثابت در فضای بیرونی فراهم می‌کنند ابزار ماهواره‌های چرخنده در قطب‌ها با پرواز در بلندای بسیار کمتر، امکان دید بسیار جزئی‌تر از دمای هواکره و رطوبت را فراهم می‌کنند. اگرچه بخش کوچکتری از زمین را پوشش می‌دهند.

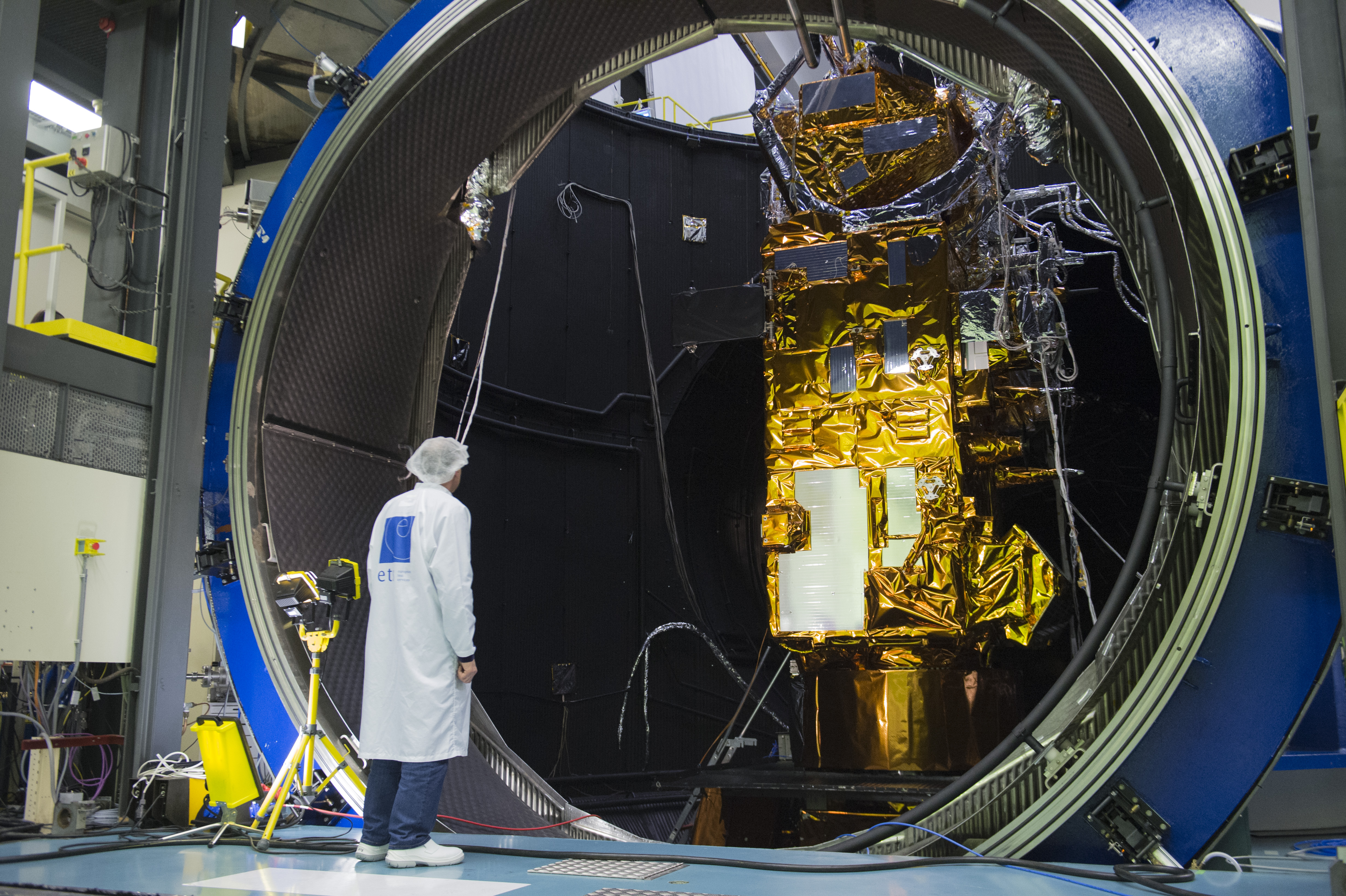
ماهواره مت‌اپ-سی در هنگام آزمایش در درون اتاق خلأ ۱۷ مارس ۲۰۱۷ (میلادی)

کمبود پوشش نظارتی در برخی نقاط به ویژه، اقیانوس آرام و قاره‌های نیم‌کره جنوبی باعث افزایش اهمیت نقش داده‌های ماهواره‌های قطب‌گرد در پیش‌بینی عددی آب‌وهوا و بررسی اقلیم شده‌است.
مأموریت سامانه قطبی مت‌اپ شامل سه ماهواره مت‌اپ قطب‌گرد می‌شود که به صورت موفقیت‌آمیز، بیش از ۱۴ سال به دور زمین چرخیده‌اند. در آغاز مت‌اپ-آ توسط موشک سایوز در ۱۹ اکتبر ۲۰۰۶ (میلادی) از پایگاه فضایی بایکونور قزاقستان پرتاب شد.
مت‌اپ-ب نیز از همان پایگاه فضایی در ۱۷ سپتامبر ۲۰۱۲ (میلادی) پرتاب شد. مت‌اپ-سی در ۷ نوامبر ۲۰۱۸ (میلادی) پرتاب خواهد شد.
با بلندای پرواز نزدیک به ۸۱۷ کیلومتر، دستگاه‌های ویژه مت‌اپ-۱ به نسبت ماهواره زمین‌ثابت، می‌توانند جزئیات بسیار دقیق بیشتری دربار دمای هواکره و رطوبت دریافت کنند.
همچنین ماهواره‌ها مطمئن می‌شوند که منطقه‌های دورتر به ویژه در اروپای شمالی و اقیانوس‌های نیم‌کره جنوبی به خوبی پوشش داده می‌شوند.
همچنین برنامه ماهواره‌های قطب‌گرد، نیمه اروپایی برنامه مشترک با اداره ملی اقیانوسی و جوی است که «سامانه بین‌المللی قطبی مشترک» نام دارد. اداره ملی اقیانوسی و جوی، گروهی از ماهواره‌های هواشناسی زمین‌گرد را از سال ۱۹۶۰ (میلادی) اداره می‌کرده‌است. بسیاری از دستگاه‌های مت‌اپ که در ماهواره‌های اداره ملی اقیانوسی و جوی یا ماهواره‌های محیط‌زیستی عملیاتی قطبی بکار می‌روند داده‌هایی مانند سامانه قطبی مشترک نخستین پدیدمی‌آورند.

#### جیسون
برنامه جیسون-۲ یک برنامه همکاری بین‌المللی بین چندین سازمان است. این سازمان‌ها، سازمان اروپایی بهره‌برداری از ماهواره‌های هواشناسی، مرکز ملی مطالعات فضایی، و سازمان‌های آمریکایی چون اداره کل ملی هوانوردی و فضا (ناسا) و اداره ملی اقیانوسی و جوی هستند.

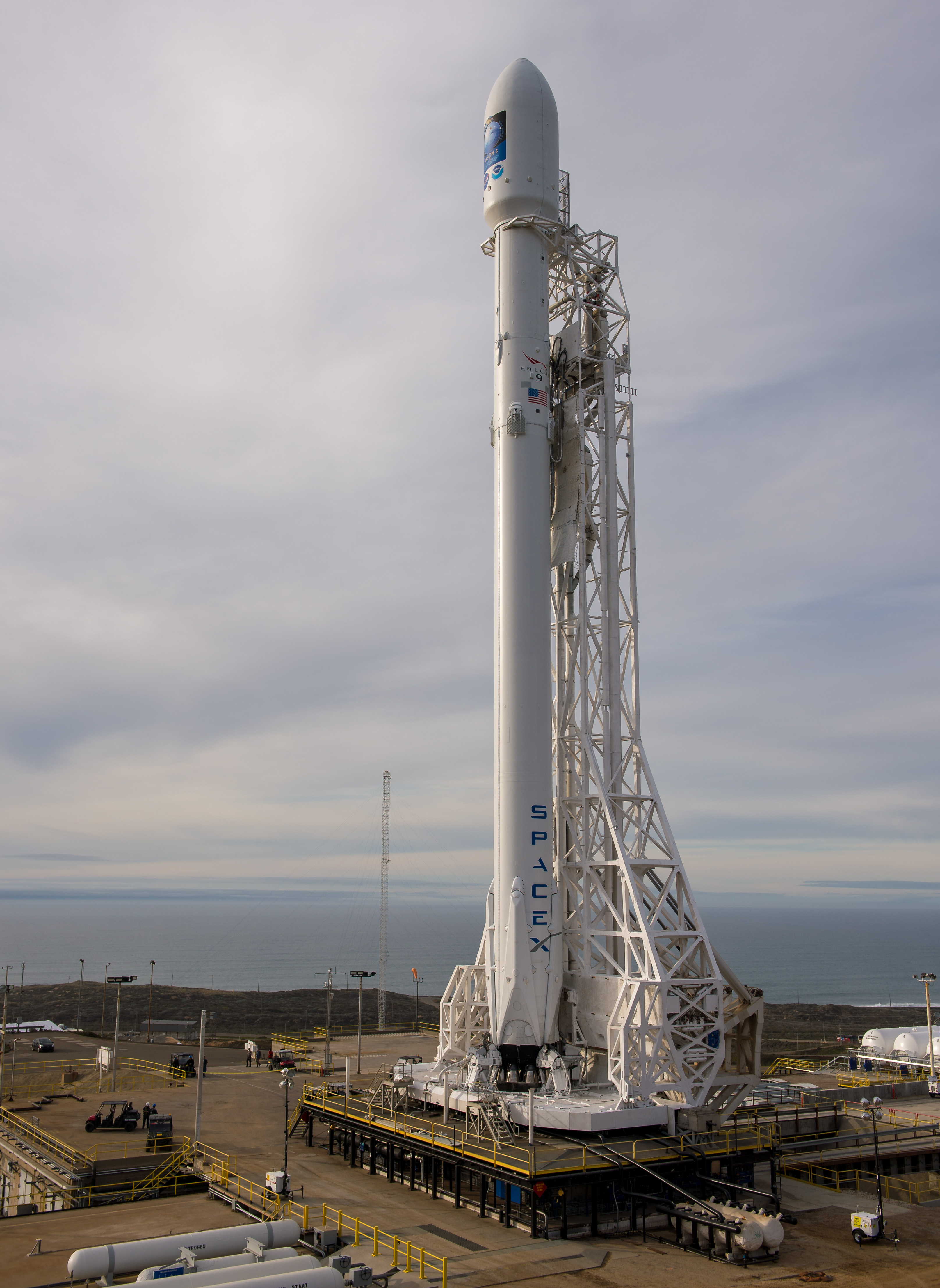
آماده‌سازی پرتاب ماهواره جیسون-۳ در ۱۶ ژانویه ۲۰۱۶ (میلادی)

ماهواره جیسون-۲ در ساعت ۷:۴۶ ساعت هماهنگ جهانی ۲۰ ژوئن ۲۰۰۸ (میلادی) با موفقیت با موشک دلتا ۲ از پایگاه نیروی هوایی وندنبرگ پرتاب شد.
جیسون-۲ به اندازه قابل قبولی، داده اقیانوس‌نگاری تولید می‌کند که برای استفاده در پیش‌بینی وضع هوایی و بررسی تغییر اقلیم، حیاتی است. جیسون-۲ برای دوره ۱۰ ساله، داده تولید می‌کند. این داده‌ها نوسان‌های حوزه‌های اقیانوسی بزرگ، مانند اقیانوس اطلس، تغییرهای در مقیاس متوسط، بادهای سطحی، و شرایط موج‌ها هستند. اندازه‌گیری‌های جیسون-۲ با ادغام در داده‌های مرکز اروپایی پیش‌بینی وضع هوای میان‌برد به پیش‌بینی اقیانوسی و هواکره جهانی کمک می‌کنند.
داده‌های بلنداسنجی جیسون-۲ به گردآوری جزئیات بررسی‌های جهانی ده‌ساله و واکاوی پدیده‌های ال نینو و لانینا، گشایش راه تازه‌ای برای پی‌بردن به چرخش آب در اقیانوس‌ها و تأثیر آن بر آب‌وهوا و پیدایش بینش تازه‌ای دربارهٔ جزر و مد اقیانوس، و مارپیچ گردابی آشفته اقیانوسی، و گرانش دریایی می‌انجامد.
در گام بعدی در برنامه جیسون-۳ که تأیید شده، از ادامه گروهی از اندازه‌گیری‌های جیسون-۲ و پیش از آن اطمینان حاصل می‌شود تا از هواشناسی، اقیانوس‌نگاری عملیاتی، و به ویژه بررسی روند سطح دریا که نشانگر کلیدی در تغییر اقلیم است پشتیبانی شود.